# Kerk van Finsterwolde
De Stefanuskerk van Finsterwolde is van oorsprong een katholieke romanogotische kruiskerk, vermoedelijk uit het einde van de 13e eeuw, die behoorde tot het bisdom Münster. De kerk was oorspronkelijk gewijd aan de heilige Stefanus maar is sinds 1594 een Nederlands-hervormde kerk.

## Geschiedenis
In de middeleeuwen bestond Finsterwolde uit twee afzonderlijke veenontginningsdorpen die ieder een eigen kerkgebouw hadden: West-Finsterwolde en Oost-Finsterwolde of Sint-Nicolaaskerk. De Dollard bestond in die tijd nog niet en de rivier de Eems mondde rechtstreeks in de Waddenzee uit. Door bodemdaling en achterstallig dijkonderhoud ontstond vanaf het begin van de 15e eeuw de Dollard. Oost-Finsterwolde kreeg te maken met toenemende wateroverlast en werd rond 1500 verlaten, waarna alleen het huidige Finsterwolde overbleef.
De kerk is minstens tweemaal verplaatst. Ten noorden van het huidige gebouw zijn onder de Dollardklei restanten van twee vorige kerkgebouwen te vinden. Bij de bouw van de boerderij Kerkeweg 4 vond men in 1821 de restanten van een begraafplaats en een korenmolen, die hier vermoedelijk tot 1628 heeft gestaan. Volgens de overlevering werd dit hoog gelegen terrein gebruikt als pestkerkhof, nadat de dorpsgeestelijke de gestorvenen niet in gewijde grond wilde laten begraven. In een laatste poging om de Dollard te beteugelen werd vanaf dit punt in 1454 een dijk naar de Punt van Reide gelegd, die echter niet langer dan een jaar of twaa;f stand hield.
Op 28 mei 1554 besloten de raad en burgemeesters van Groningen aanvankelijk de olde kercke tho Finsterwolde aff tho breken, nadat de klokkentoren (met vier klokken) al gedeelteijk was ingestort. De burgemeester van Groningen, doctor Johan Sickinghe, en drost Albert Rolteman kregen, samen met vijf anderen, de opdracht om de kerk af te breken en vervolgens naar eigen inzicht en oordeel een nieuwe te laten bouwen. Uiteindelijk besloot men het oude gebouw met houten balken, ankers, stutten en pijlers overeind te houden. In 1586/1587 werd het kerkgebouw herbouwd en kreeg het zijn huidige vorm. Hierbij werd het kruis van de kruiskerk weggebroken en werd het gebouw 5,5 meter verlaagd. Tevens werd er een koor aangebouwd.
In 1820/1822 werd de vrijstaande kerktoren gebouwd naar het voorbeeld van de neoklassieke toren van de kerk van San Giorgio in Venetië. Op de plaats van de nieuwe toren stond voor die tijd een lage houten toren. Voor de bouw van de toren zijn 96 geheide palen van 18 tot 28 voet lang gebruikt. De toren is 152,5 voet (zo'n 50 meter) hoog en heeft een spits waarbovenop een paard prijkt in plaats van een haan. In de toren hangt een klok uit 1949. De oorspronkelijke klok uit 1693 zal waarschijnlijk in de oorlog geroofd zijn.
In de Tweede Wereldoorlog raakte de kerk beschadigd door beschietingen. In 1970 vond er een grondige renovatie plaats, waarbij onder andere het meubilair uit het koorgedeelte weggehaald is om plaats te maken voor het liturgisch centrum.

## Andere wetenswaardigheden
- De kerk bezit een door H.H. Freytag in 1808 gebouwd eenklaviersorgel met 15 registers.
- De eikenhouten kerkbanken stammen uit de vroege negentiende eeuw. Het wapen van de boerenfamilie Heddema uit Finsterwolde prijkt op de herebank aan de noordzijde en laat het jaartal 1813 zien.
- De stenen toren is ook in gebruik om brandslangen in op te hangen om die te laten drogen.

## Afbeeldingen

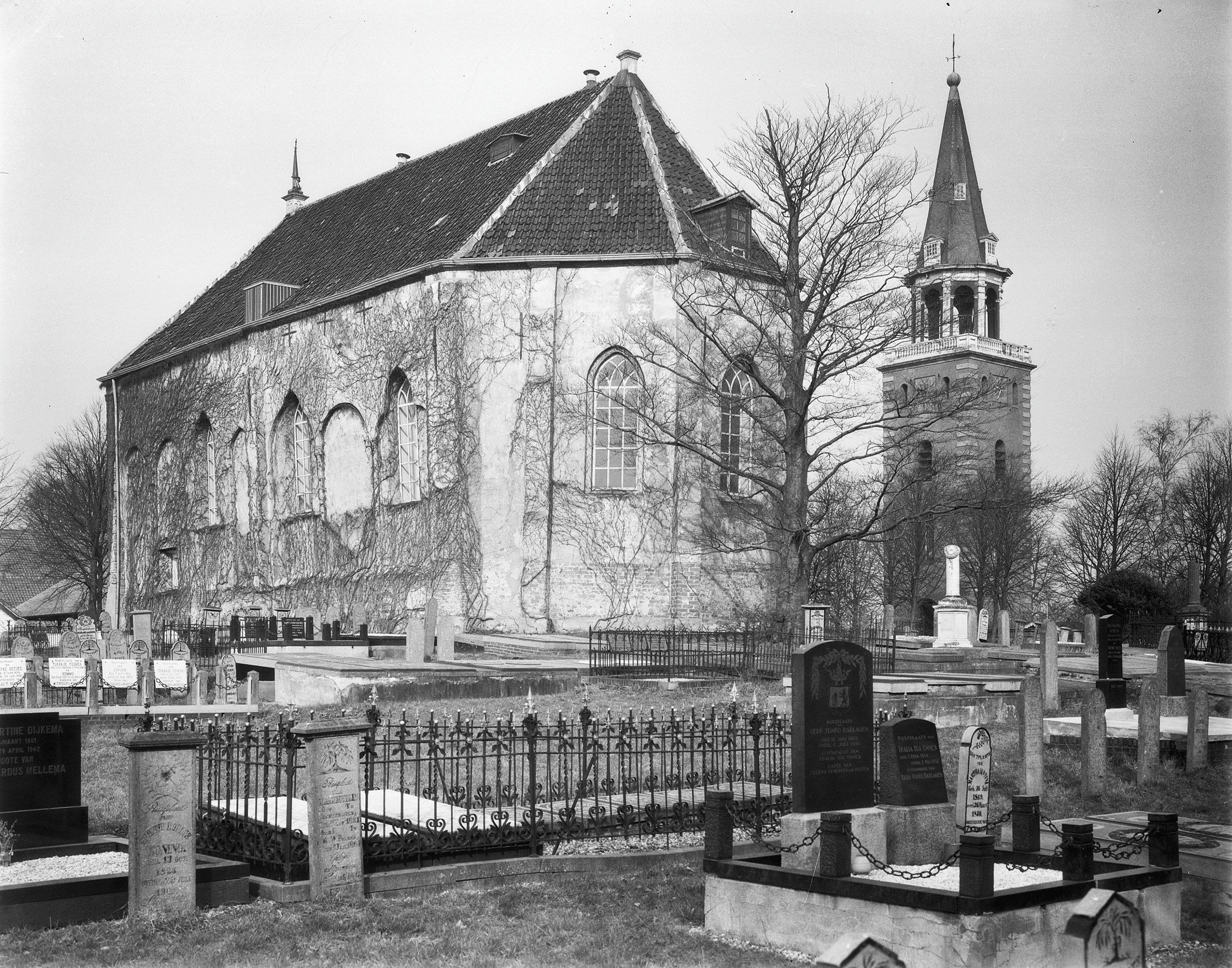
Kerk en toren
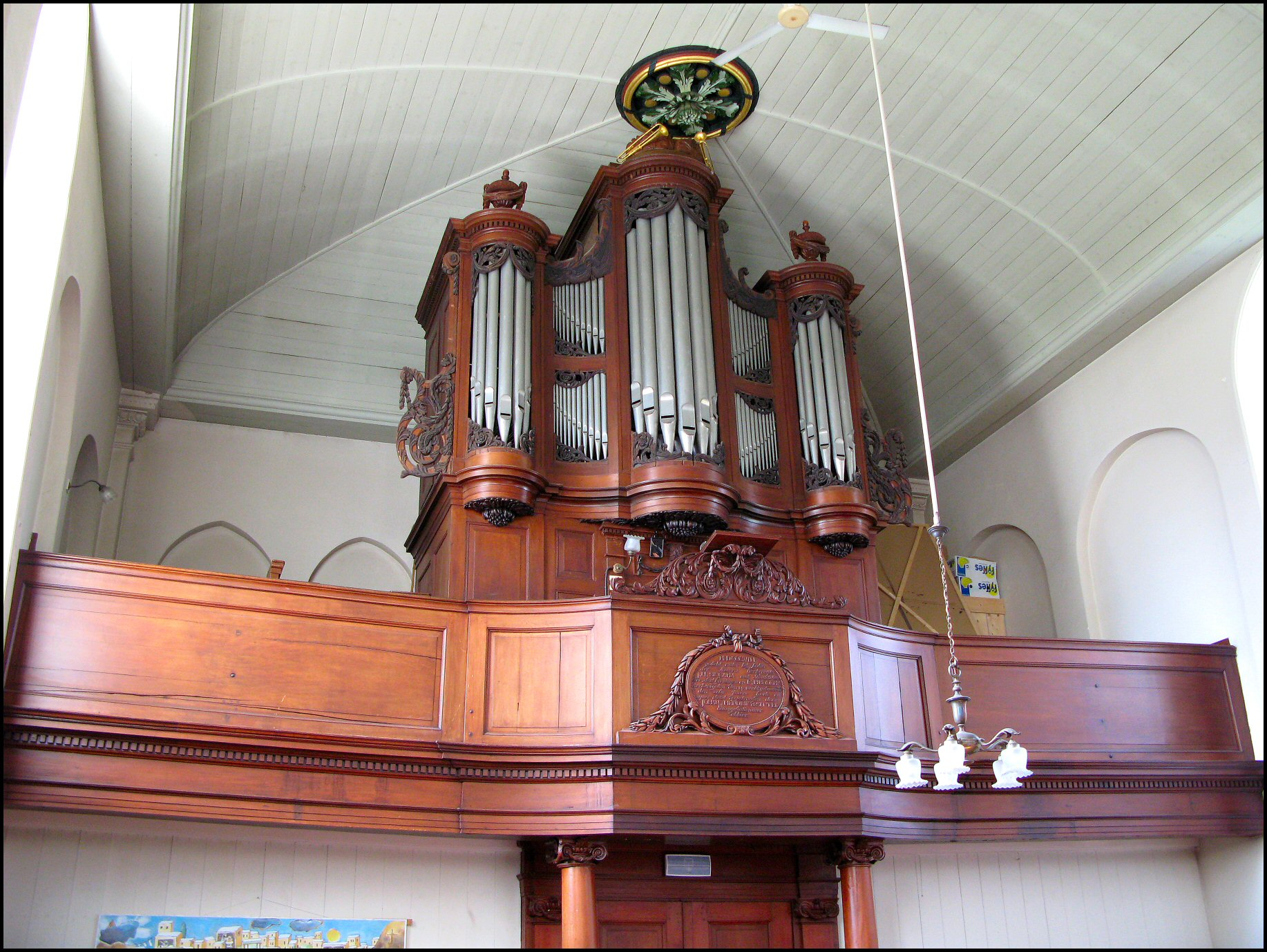
Eenklaviersorgel van H.H. Freytag, gebouwd in 1808
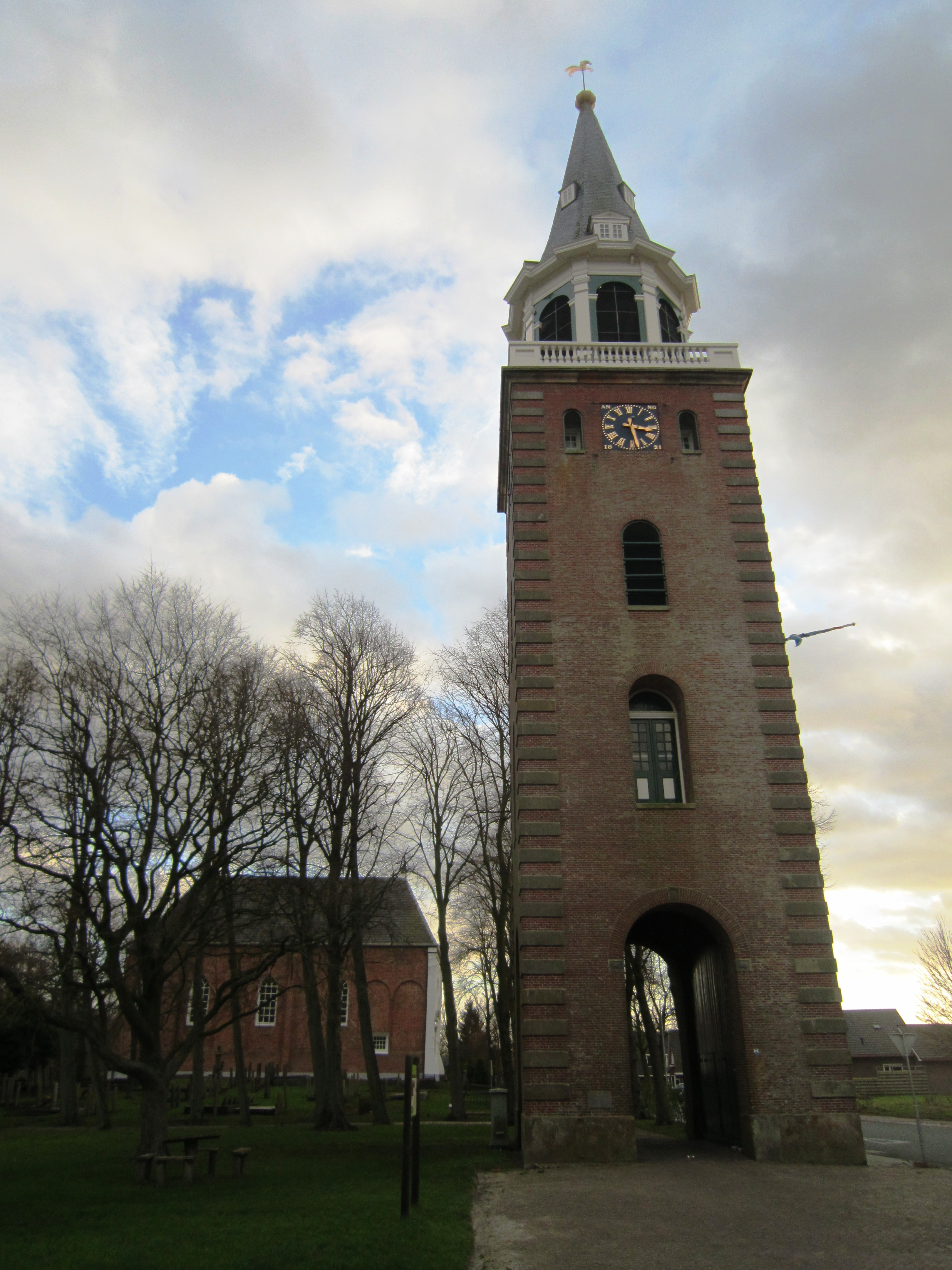
Toren
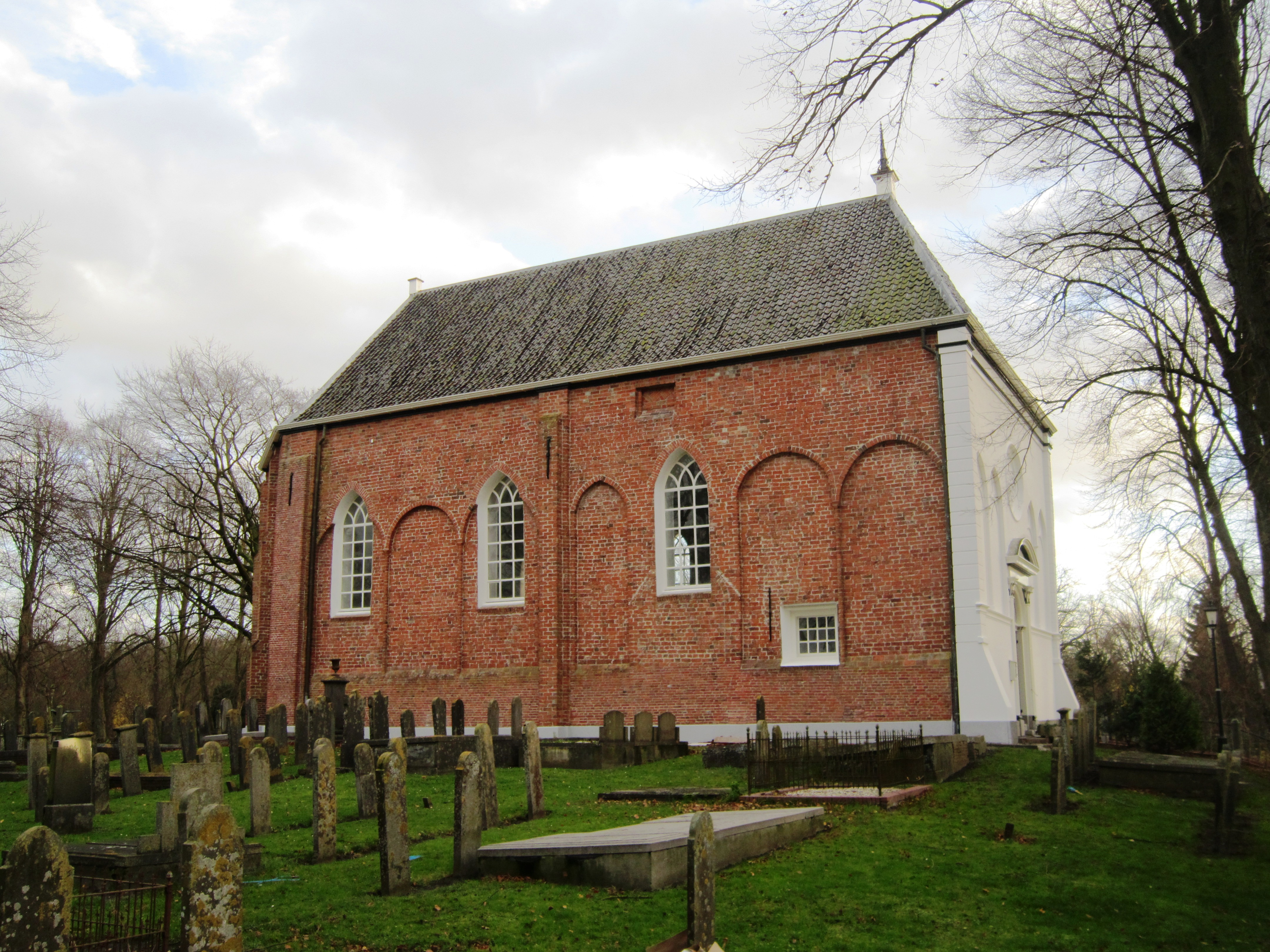
Kerkhof
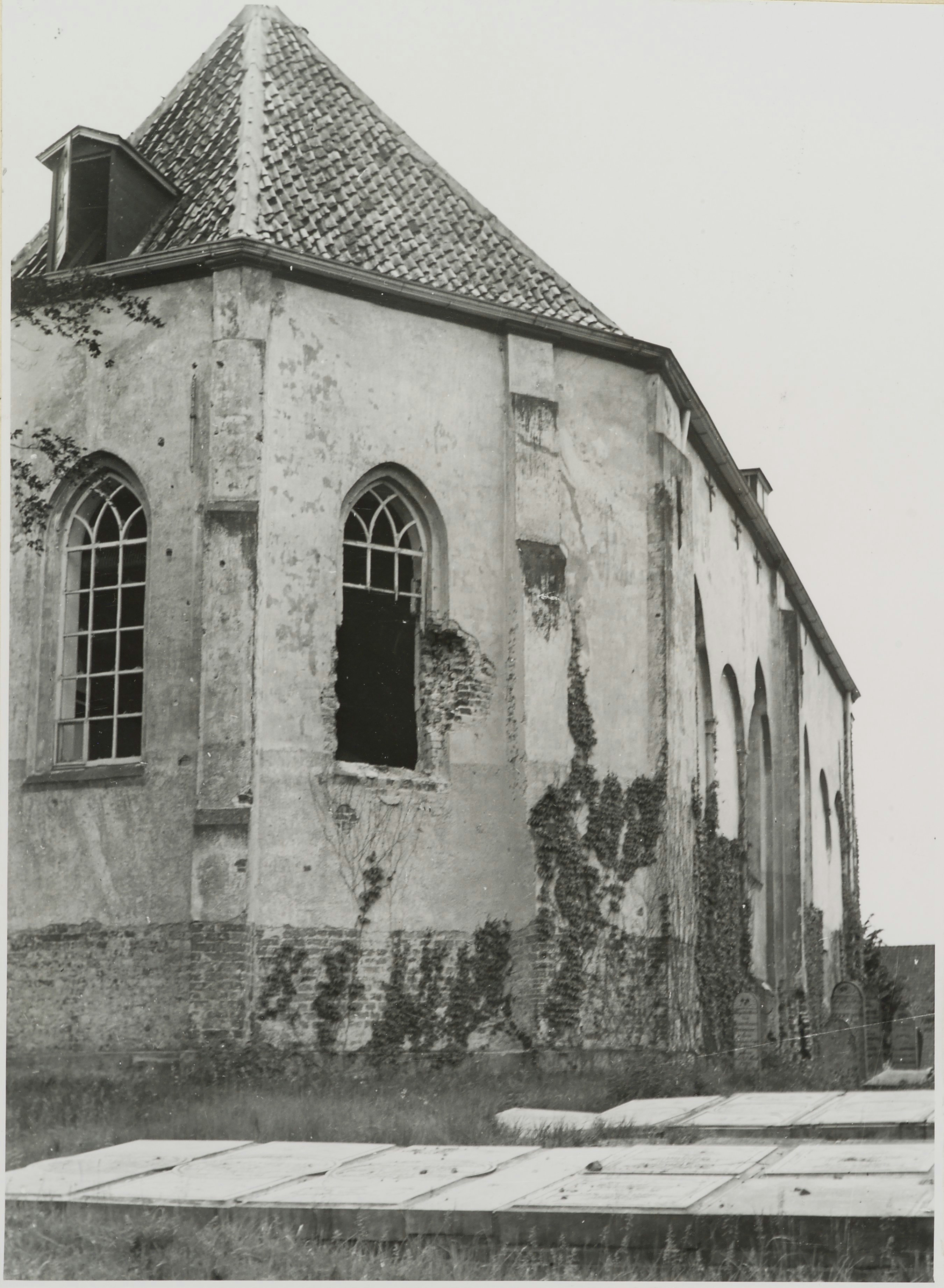
Kerk na oorlogsschade